# Notre-Dame-des-Anges
Pour les articles homonymes, voir Notre-Dame-des-Anges (homonymie) et Notre-Dame.
Notre-Dame-des-Anges est une municipalité de paroisse administrée par la congrégation monastique des Augustines de la Miséricorde de Jésus de l'Hôpital général de Québec. Elle est enclavée dans le territoire de la ville de Québec. Occupant seulement quatre hectares (0,04 km2), elle est la plus petite municipalité du Québec par superficie.
Elle est composée du centre d'hébergement de l'Hôpital général de Québec et d'un monastère ainsi que du cimetière de l'Hôpital général de Québec où repose, entre autres, le lieutenant général Louis-Joseph de Montcalm. L'ensemble de ces édifices a été classé site historique en 1977,. Sa population est essentiellement constituée des résidents permanents du centre d'hébergement en plus de quelques religieuses. Pour ces raisons, il s'agit de la municipalité québécoise où l'âge moyen des habitants est le plus élevé de toute la province. En effet, selon le recensement de 2021, les habitants de la municipalité ont en moyenne 85,2 ans.

## Toponymie
L'origine du nom de la paroisse provient du titre de Reine des Anges donné à Marie de Nazareth dans les litanies de Lorette.

## Histoire

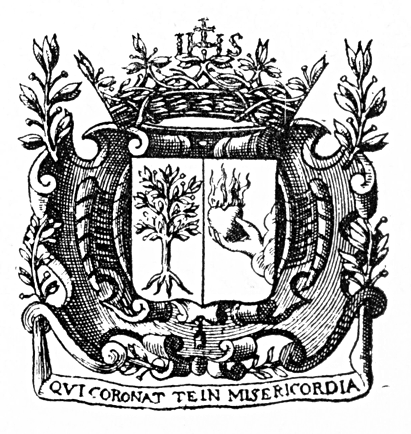
Les Augustines de la Miséricorde de Jésus sont les administratrices officielles de la municipalité.

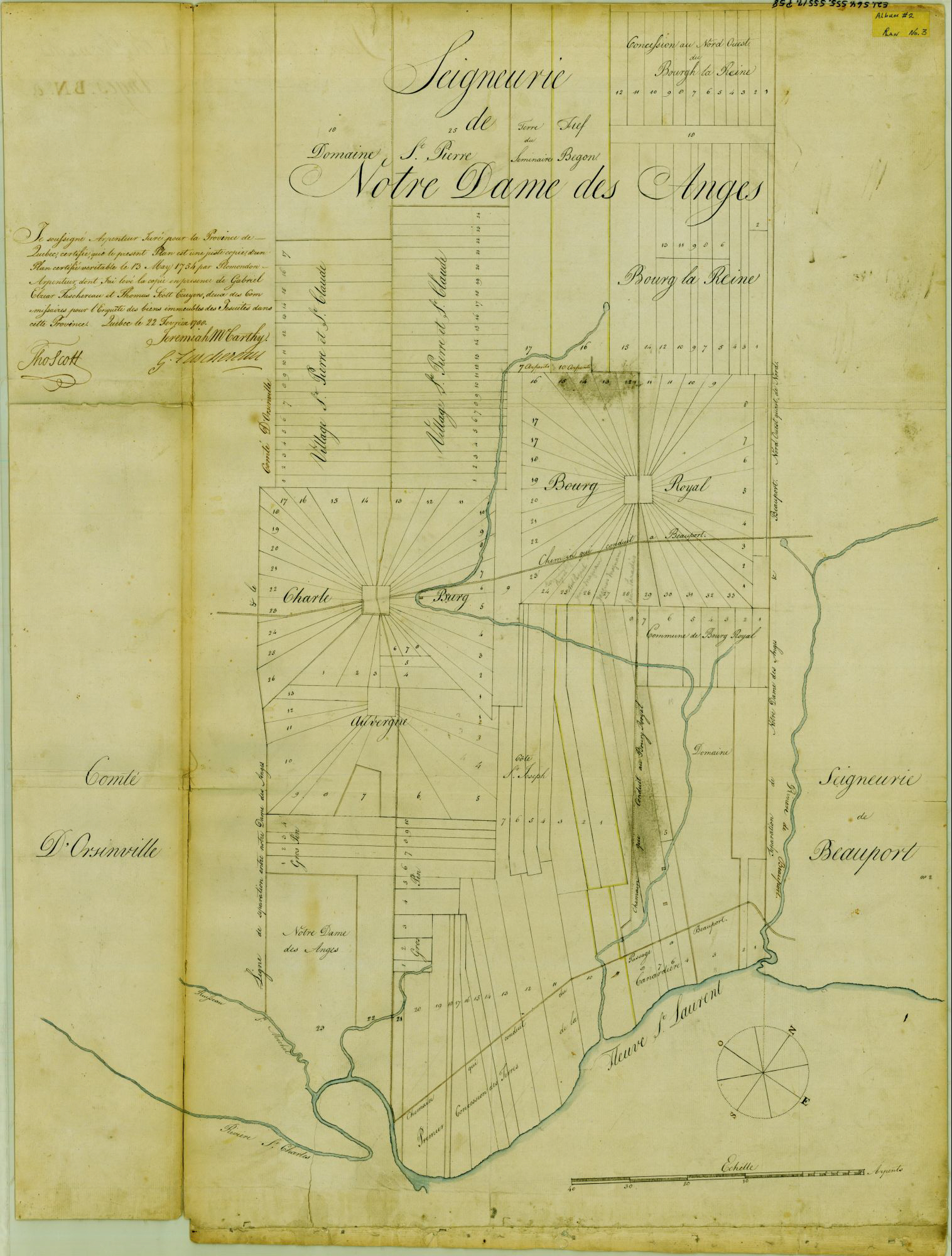
Sur ce plan de la seigneurie de Notre-Dame-des-Anges figurent la division des lots, le numéro des lots, le nom des rangs, les routes, les cours d'eau, le domaine et les propriétés des Jésuites.

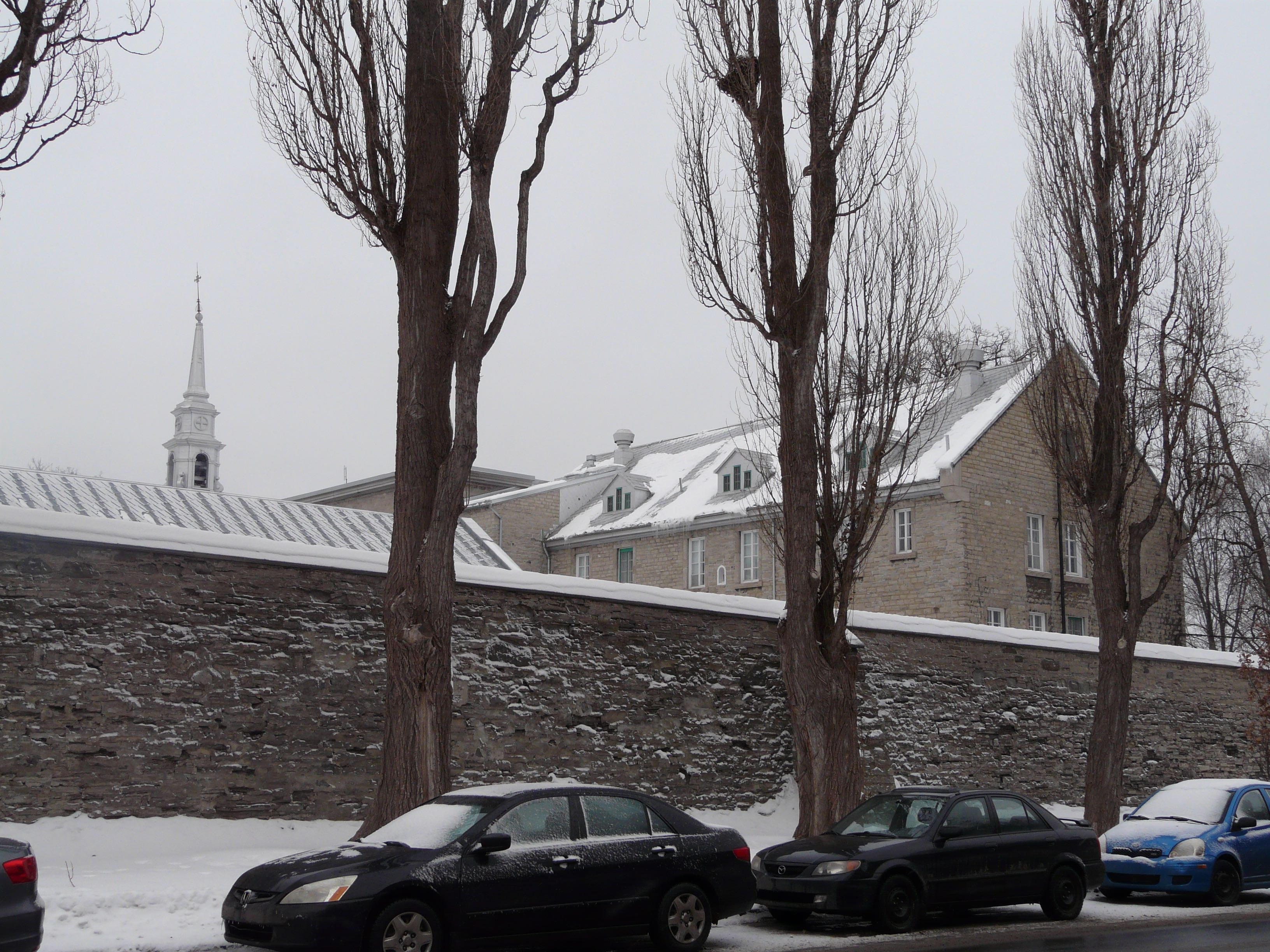
Muraille de la municipalité de Notre-Dame-des-Anges, Québec.

Les terrains auprès de la rivière Saint-Charles sont octroyés d'abord en fief à l'ordre des Récollets, qui y fondent un couvent. La seigneurie de Notre-Dame-des-Anges est ensuite confiée aux Jésuites, qui lui donnent le nom Notre-Dame-des-Anges en 1626, jusqu'au retour des Récollets de France en 1670. Ce vaste domaine longe la rivière Saint-Charles ainsi que la rive nord du Saint-Laurent environ de l'autoroute Laurentienne d'aujourd'hui jusqu'à la rivière Beauport, en passant par Charlesourg.
En 1692, Mgr de Saint-Vallier, 2e évêque de Québec, l'achète dans le but d'y fonder un hôpital général. Il consolide cette institution en acquérant en 1698 des héritiers de Jean Talon la seigneurie voisine d'Orsainville, qu'il intègre à Notre-Dame-des-Anges. En 1693, il met à la tête de l'hôpital quatre religieuses augustines de l'Hôtel-Dieu de Québec, qui fondent ainsi une nouvelle communauté de leur ordre. Par la suite, certains besoins de la seigneurie seront comblés par l'agriculture, avec 200 arpents cultivés en 1730, et la coupe du bois sur le domaine, de même que par le moulin qui pourvoit en farine les magasins du roi dès 1710.
Fondée en paroisse civile en 1722, elle est incorporée en tant que municipalité de paroisse le 1er juillet 1855 dans le but de soustraire des impôts l'Hôpital général, son unique occupant.
L'Hôpital général est utilisé à des fins militaires lors de la guerre de Sept Ans (1756-1763), et accueille sans distinction, des soldats anglais ou français blessés au combat, et les dépouilles des morts sont inhumées dans le cimetière paroissial.
En 1896, les Augustines cèdent à la Ville de Québec les terrains occupés aujourd'hui par le parc Victoria et ses environs. Selon l'ex-directeur adjoint de la Ville Hervé Brosseau, la contrepartie de ce don était de fournir à Notre-Dame-des-Anges des services d'eau, d'égout, de déneigement et de protection publique. En 1914, le conseil des Augustines obtient un amendement à la charte municipale de Québec liant au consentement des quatre administratrices une éventuelle fusion de la municipalité à Québec, ce qui explique pourquoi elle a conservé son statut alors que tant d'autres villages et paroisses (où la question était soumise au référendum) ont été amalgamés à la ville au cours du XXe siècle. En 1923, 131 ha de terres inutilisées sont de nouveau cédées à la Ville dans le secteur de Charlesbourg.

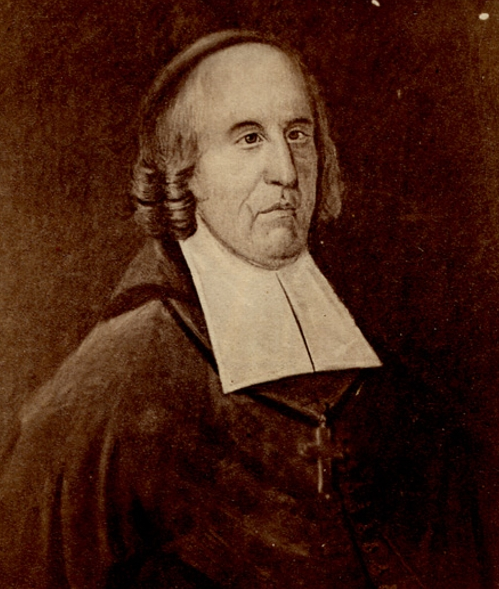
Monseigneur de Saint-Vallier, deuxième évêque de Québec, transforma le site de la municipalité en hôpital au XVIIe siècle.
Le Marquis de Montcalm, mort à la conquête de 1759, est enterré dans la municipalité de Notre-Dames-des-Anges.

## Géographie
La municipalité est enclavée dans l'arrondissement de La Cité-Limoilou, entre les quartiers Saint-Sauveur et Saint-Roch situés dans la basse-Ville de Québec. Elle est délimitée par la rue Sainte-Catherine, l'avenue Simon-Napoléon-Parent et le parc Victoria, la rue Saint-Anselme et la rue des Commissaires Ouest.
Avec la réserve indienne de Wendake et la ville de l'Ancienne-Lorette, Notre-Dame-des-Anges est l'une de trois enclaves de Québec. Avec un territoire d'une superficie exceptionnellement faible de quatre hectares, elle possède à l'inverse une forte densité de population calculée à 9 850 hab./km2.
La municipalité a aussi la particularité d'avoir une clôture monastique délimitant tout son territoire. Hérité de la tradition, un haut muret en pierres endigue encore aujourd'hui la partie sud et ouest de Notre-Dame-des-Anges alors qu'au nord il s'agit de simples clôtures ou de palissades.

## Démographie
| 1981 | 1986 | 1991 | 1996 | 2001 |
| ---- | ---- | ---- | ---- | ---- |
| 505  | 472  | 455  | 370  | 409  |

| 2006 | 2011 | 2016 | 2021 | - |
| ---- | ---- | ---- | ---- | - |
| 437  | 394  | 318  | 241  | - |

Selon Statistiques Canada , la variation de la population totale entre 2016 et 2021 est de -24,2 %.
Toujours selon Statistiques Canada, en 2016, on y retrouve :
- 10 personnes âgées entre 15 et 64 ans
- 310 de 65 ans et plus
- 15 de 65 à 69 ans
- 20 de 70 à 74 ans
- 40 de 75 à 79 ans
- 55 de 80 à 84 ans
- 180 de 85 ans et plus
- 70 de 85 à 89 ans
- 70 de 90 à 94 ans
- 25 de 95 à 99 ans
- 10 de 100 ans et plus[13].

## Administration
La mairesse Hélène Marquis est également la Supérieure du Monastère de l'Hôpital général de Québec. Notre-Dame-des-Anges est l'une des six municipalités à caractère religieux à avoir déjà été incorporée depuis 1855 au Québec. Les autres encore existantes sont Saint-Louis-de-Gonzague-du-Cap-Tourmente, également dans la région de Québec, et Saint-Benoît-du-Lac en Estrie.

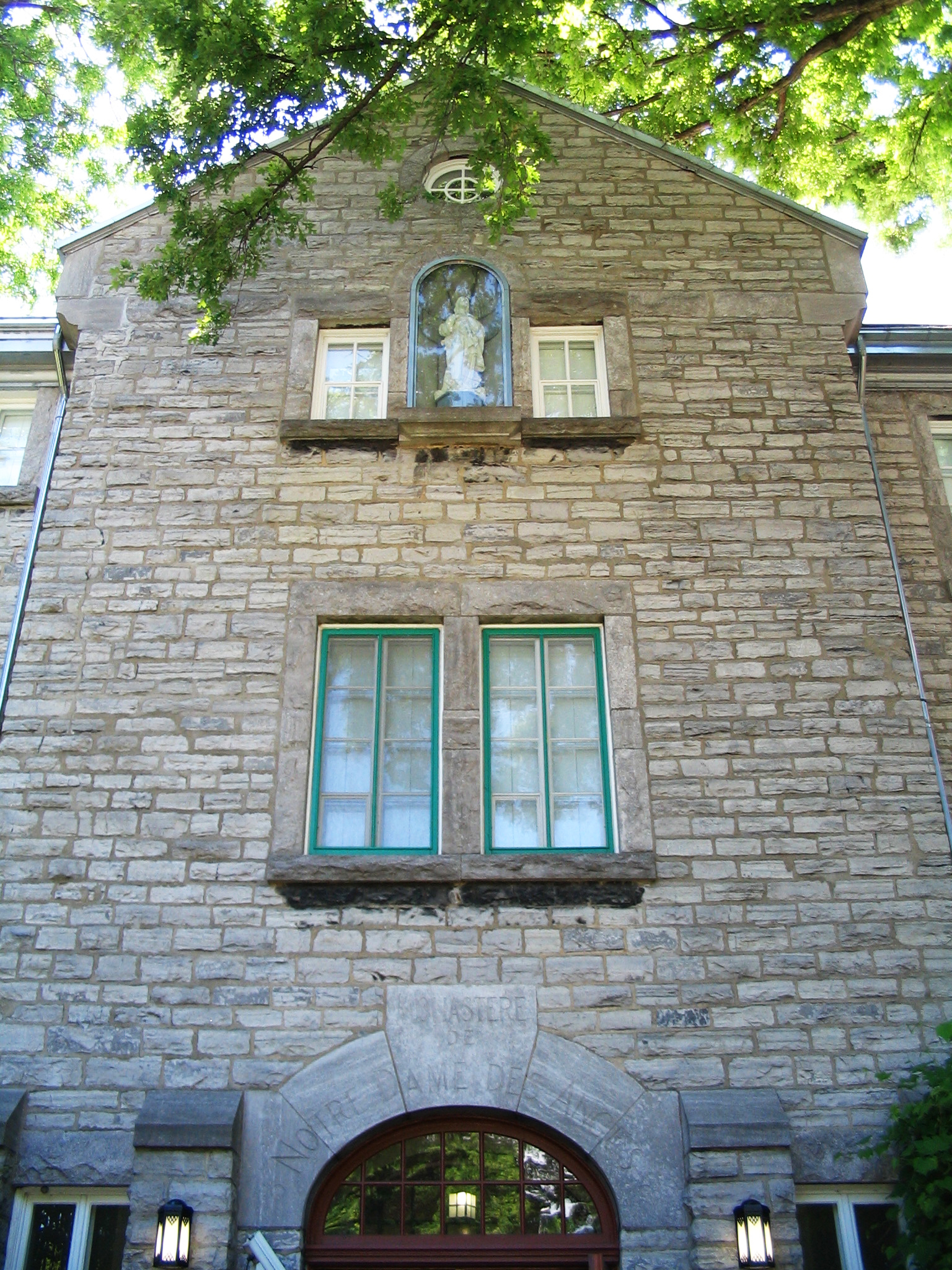
L'entrée du monastère de l'Hôpital général de Québec.

La municipalité possède son secrétariat qui se situe à l'entrée du monastère de l'Hôpital général de Québec.

## Culture et patrimoine

### Site classé
La municipalité de Notre-Dame-des-Anges est un site classé. En effet, le Ministère de la Culture et des Communications du Québec a classé, en fonction de la loi sur les biens culturels , ce site historique en 1977.

### Le cimetière de Notre-Dame-des-Anges
Le cimetière est un haut lieu de la mémoire nationale des Québécois et des Canadiens. Il abrite en effet les dépouilles d'environ 1 000 soldats français ou anglais morts au combat pendant la guerre de Sept Ans (1756-1763).
Le 11 octobre 2001, le Premier ministre Bernard Landry a présidé à l'inauguration d'un mausolée qui contient les restes du héros français de la guerre de Sept Ans, le marquis de Montcalm, auparavant conservés à la chapelle du monastère des Ursulines.

### Le mausolée de Monseigneur de Saint-Vallier
La municipalité de Notre-Dame-des-Anges abrite également le mausolée érigé en l'honneur de Monseigneur de Saint-Vallier, deuxième évêque de Québec.

## Galerie

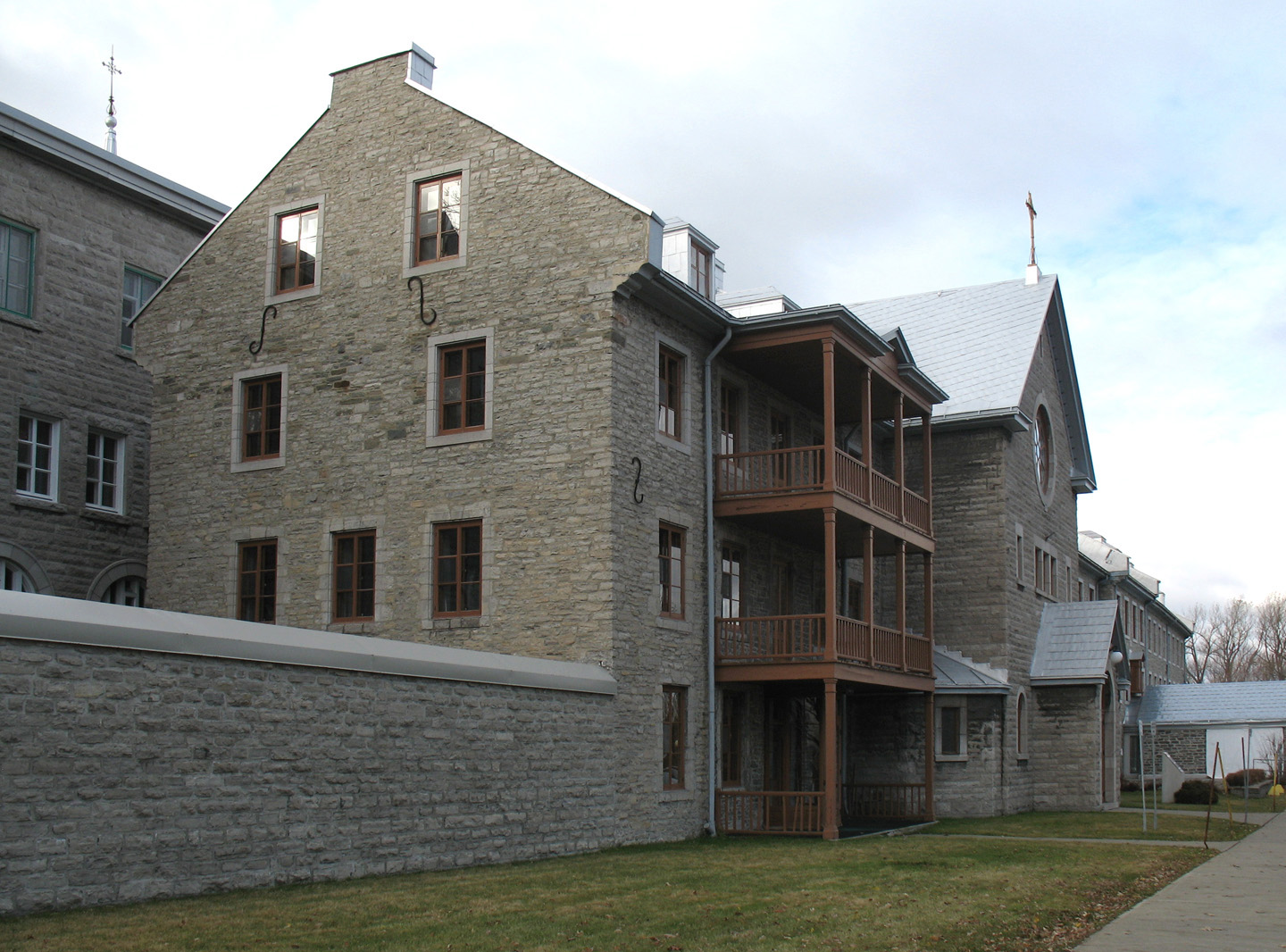
Hôpital général de Québec.
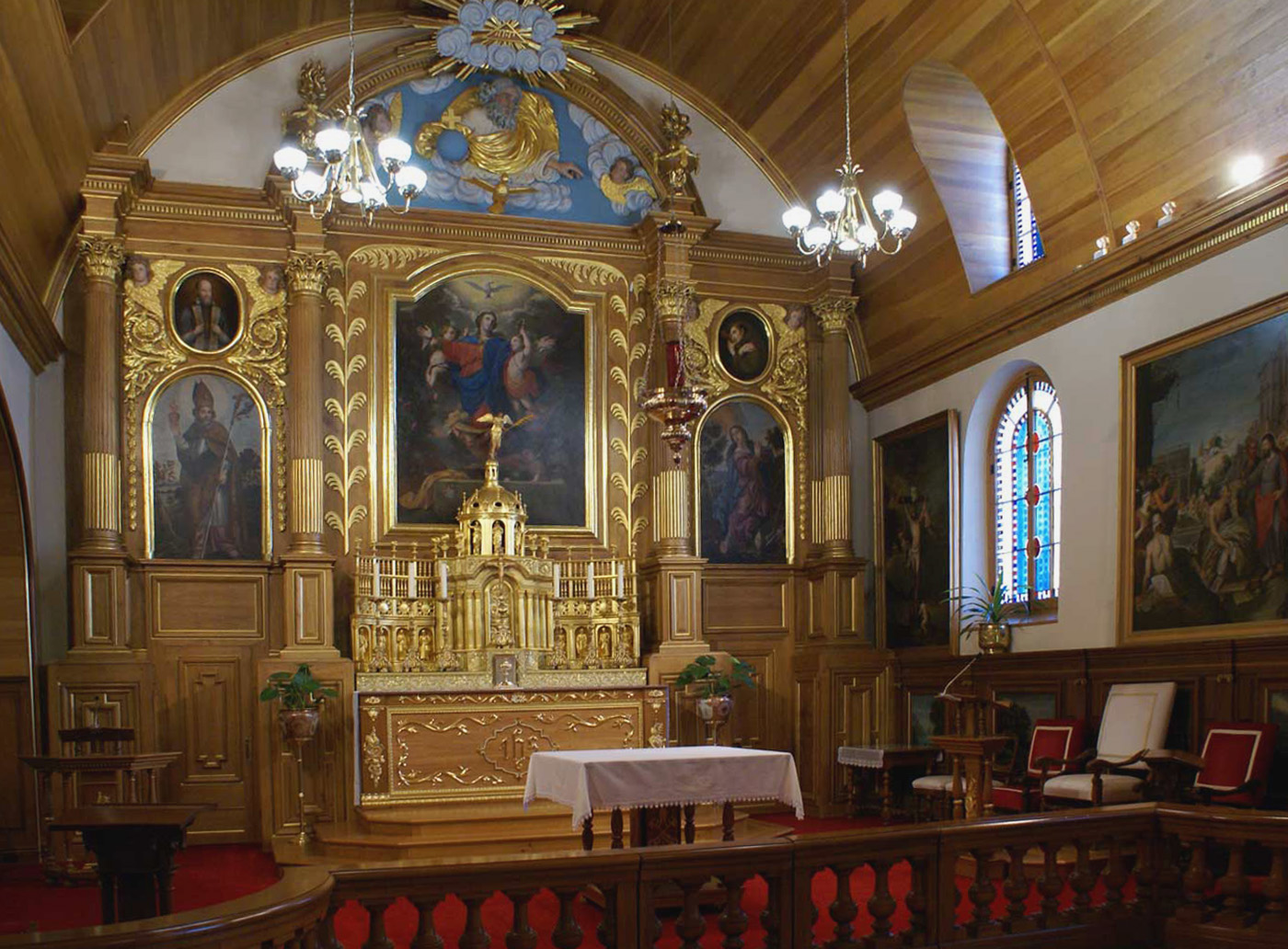
Chapelle conventuelle Notre-Dame-des-Anges (1673).
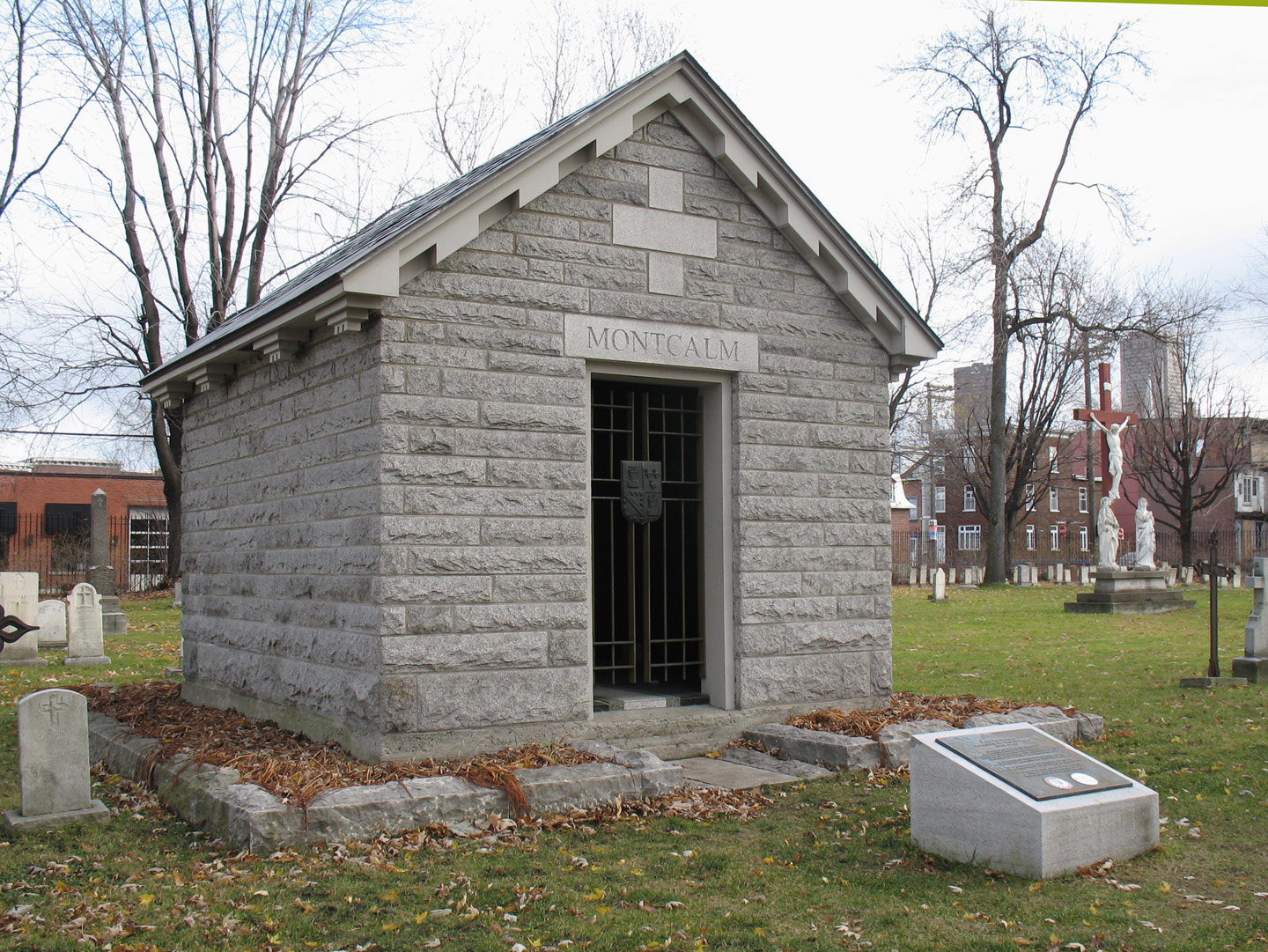
Mausolée de Montcalm.
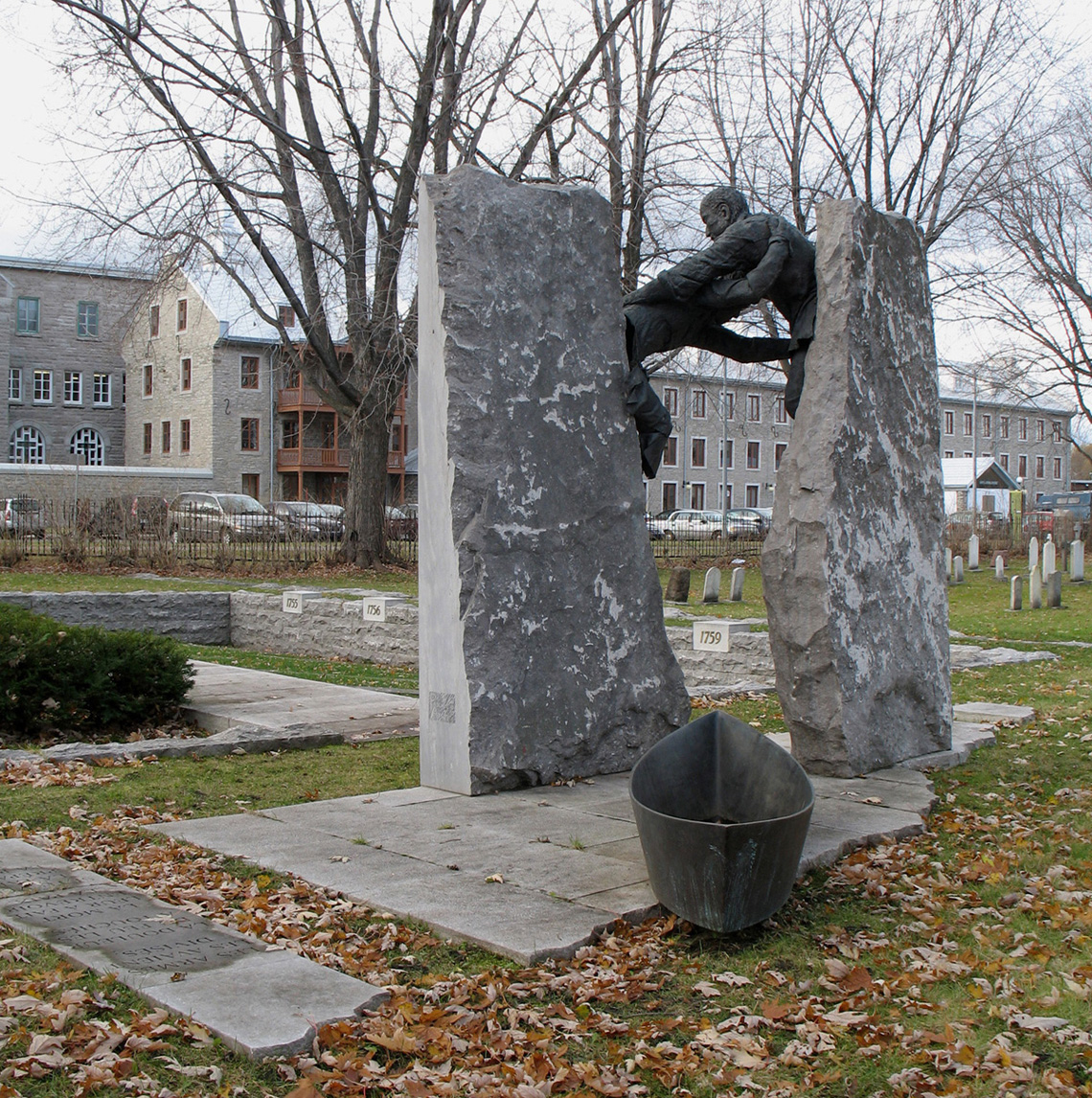
Mémorial de la guerre de Sept Ans.
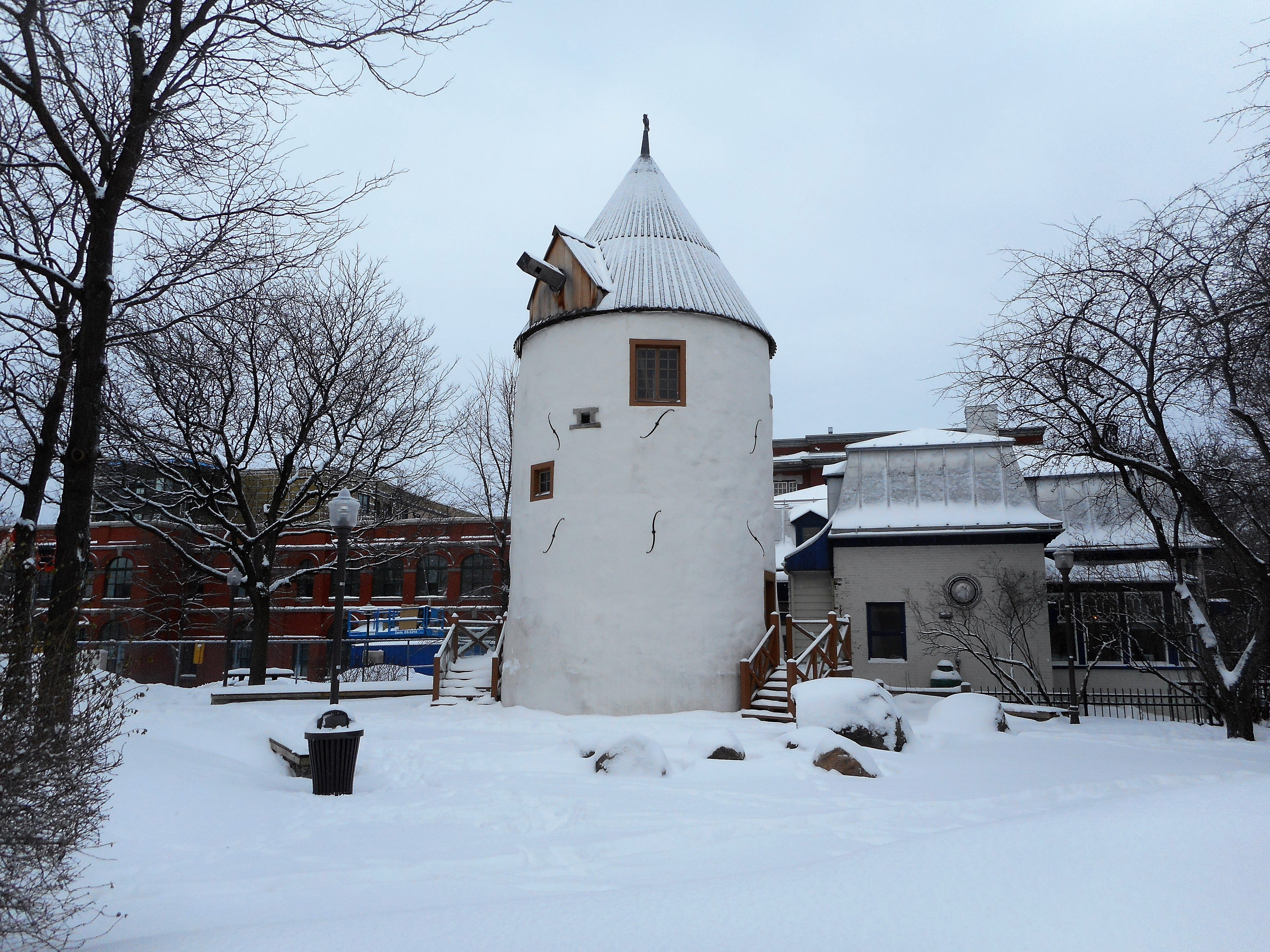
Le moulin, situé à proximité de l'actuelle municipalité.

## À proximité
- Moulin à vent de l'Hôpital-Général-de-Québec (1730), reconnu bien archéologique en 1988[19], et son petit parc, boulevard Langelier.
- Parc Victoria
- Berges de la rivière Saint-Charles